# جيسيكا فيلوز
جيسيكا فيلوز (ولدت عام 1974) كاتبة إنجليزية وصحفية مستقلة. وهي ابنة أخ جوليان فيلوز (البارون فيلوز من غرب ستافورد).

## المهنة
كانت فيلوز محررة مساعدة في Marketing Business في الفترة من تشرين الأول/أكتوبر 2000 إلى تموز/يوليه 2001؛ محرر منسق لمجلة "Night & Day" لصحيفة "The Mail on Sunday" من تشرين الثاني/نوفمبر 2001 إلى كانون الثاني/يناير 2003؛ ونائبة رئيس تحرير مجلة الحياة الريفية من حزيران/يونيه 2004 حتى آذار/مارس 2008.
كانت كاتبة عمود في صحيفة ورقة لندن ، كما تكتب في ديلي تلغراف، تلغراف الأسبوعية، علوم النفسية والسيدة.

## الكتب
- الطين والمدينة: ما يجب فعله وما لا يجب فعله للمدن في البلد (2008) Book Guild Publishing ISBN 978-1-84-624278-6
- الشيطان الذي تعرفه: البحث عن النفسي في حياتك (2011) مع Kerry Daynes ، Coronet ISBN 978-1-44-471427-2
- عالم Downton Abbey (2011) Harper Collins ، ISBN 978-0-00-743178-6
- سجلات داونتون آبي (2012) هاربر كولينز ، ISBN 978-0-00-745325-2
- عام في حياة دير داونتون: الاحتفالات الموسمية والتقاليد والوصفات (2014) مطبعة سانت مارتن ، ISBN 978-1-250-06538-4
- دير داونتون - احتفال: الرفيق الرسمي لجميع الفصول الستة (2015) مطبعة سانت مارتن ، ISBN 978-1-250-09155-0
- ذكاء وحكمة دير داونتون (2015) مطبعة سانت مارتن ، ISBN 978-1-250-09360-8
- جرائم ميتفورد (سلسلة)

جرائم ميتفورد (2017)
وفاة شاب مشرقة (2018)
فضيحة ميتفورد (2020)
محاكمة ميتفورد (2021).

## روابط الخارجية
- Official website
- Biography and photo on Edwardian Promenade